# Christina Egelund
Christina Egelund, née le 9 décembre 1977 à Hjørring (Danemark), est une femme politique danoise, membre des Modérés.

## Biographie
À l'âge de 13 ans, Christina Egelund rejoint le mouvement jeune du Parti populaire conservateur, où elle s'investit durant sa scolarité secondaire, présidant la section locale de Hjørring,.
En 1996, elle s'installe à Paris, où elle travaille deux ans comme changeuse de monnaie. Elle commence en 2000 des études de lettres modernes à l'université Paris-Sorbonne, qu'elle interrompt en 2003 avant d'avoir obtenu un diplôme.
Elle est copropriétaire du parc de vacances Jambo dans la commune de Jammerbugt, dans le Jutland du Nord, où elle travaille à partir de 2006. Elle est membre du conseil d'administration de VisitDenmark (en) de 2013 à 2015.
En 2010, elle adhère à l'Alliance libérale et en 2013 elle est élue présidente du parti dans la circonscription du Jutland du Nord. En mars 2014, elle est choisie comme tête de liste du parti pour les élections européennes. Durant sa campagne électorale, elle défend l'idée que l'Union européenne (UE) revienne à ce qu'elle était du temps de la Communauté européenne, mettant l'accent sur la paix, la liberté et le libre-échange. Conformément au programme de l'Alliance libérale, elle n'est pas favorable à l'euro, à une union bancaire, ni à un pacte fiscal ou à des prestations sociales transfrontalières. Elle souhaite que les citoyens de l'UE présents au Danemark ne puissent pas bénéficier avant cinq années des prestations sociales du pays d'accueil (allocations chômage ou familiales). Lors du scrutin du 25 mai 2014, sa liste remporte 2,9 % des suffrages, un score insuffisant pour obtenir un siège au Parlement européen.
Elle est élue députée au Folketing pour la circonscription du Jutland du Nord lors des élections législatives de 2015. En novembre 2016, après que l'Alliance libérale ait intégré le gouvernement, elle devient la porte-parole politique de son groupe parlementaire. En juin 2018, elle devient présidente du groupe parlementaire de l'Alliance libérale.
Candidate à un second mandat lors des élections législatives de juin 2019, elle est battue alors que son parti perd neuf des treize sièges qu'il avait obtenu en 2015. En octobre, elle annonce son départ du parti, auquel elle reproche de s'éloigner de ses racines libérales au profit d'une orientation de plus en plus national-conservatrice. Le mois suivant, elle co-fonde le parti Fremad (da) avec le député et ancien ministre Simon Emil Ammitzbøll, lui aussi venu de l'Alliance libérale. En octobre 2020, le parti annonce abandonner la collecte des signatures nécessaires à être éligible aux élections législatives.
En janvier 2021, elle rejoint le think tank Justitia. En septembre, elle devient directrice des affaires publiques de l'entreprise de communication Rud Pedersen. Elle quitte ses fonctions quatre mois plus tard pour rejoindre Dansk Industri (da), le principale organisation patronale danoise.
En 2022, Christina Egelund rejoint les Modérés, le nouveau parti de l'ancien Premier ministre Lars Løkke Rasmussen.
Le 15 décembre 2022, elle est nommée ministre de l'Enseignement supérieur et de la Science au sein du gouvernement de coalition formé par Mette Frederiksen après les élections législatives anticipées du 1er novembre.
En décembre 2024, elle annonce vouloir se présenter de nouveau aux élections législatives, sous l'étiquette des Modérés.